# 曾經擁有
《曾經擁有》（英語：Remember What I Forgot）是2025年上映的香港電影，由徐梓耀執導及編劇，天下一電影出品，攝製於2017年，實際拍攝時間早於《翠絲》，是姜皓文真正首次擔任男主角的電影，其他領銜主演包括廖子妤 、陳靜、周國賢、徐浩昌等等。
雖然2022年曾經在亞洲電影大獎「亞洲電影巡迴放映」中公開放映，然而由於COVID-19疫情等因素，結果電影拖延至八年後的2025年1月11日才能夠正式上映。基於電影在長達八年裡一直缺乏公開新消息，原片名《電影痴漢》亦在原因不明的情況下改作《曾經擁有》，種種揣測之下令此電影在香港業內被戲稱為「都市傳說」，導演及編劇徐梓耀亦在電影宣傳期間自嘲，以「出土文物」、「初戀」等字眼形容此電影。

## 劇情
無論是拍攝現場、首映還是宣傳活動，總是能夠發現吳少金（姜皓文飾）的蹤影，他對港產片瞭如指掌而且消息靈通，然而卻沒有人知道他的真正身份與目的。電視台編輯「細薑」姜世傑（廖子妤飾）懷疑吳少金就是令電影公司聞風喪膽的神秘影評人，繼而決定揭露這個「電影痴漢」不為人知的背景來博取收視……

## 主演
- 姜皓文 飾 吳少金
- 廖子妤 飾 姜世傑
- 陳靜 飾 阿媚
- 周國賢 飾 華Dee
- 陳嘉莉 飾 余可欣
- 徐浩昌 飾 肥腸
- 趙永洪 飾 莫子超
- 吳志雄 飾 虎哥
- 丘翊鵬 飾 虎哥助手
- 李思捷 飾 DVD店老闆
- 田啟文 飾 靚仔演員
- 孟海 飾 華懋保安員
- 陳宇琛 飾 燈光阿炳
- 林子聰 飾 樂sir
- 陳佩思 飾 晶姨
- 周祉君 飾 Joe
- 貝依霖 飾 Mandy
- Heyo 飾 驅魔人

## 外部連結
- 香港影庫上《曾經擁有》的資料（繁體中文）
- 互联网电影数据库（IMDb）上《曾經擁有》的资料（英文）
- 豆瓣电影上《曾經擁有》的資料 （简体中文）
- 天下一電影巡禮
- 電影痴開鏡